# Трагедия народов

Стела с памятной надписью

Трагедия народов — мемориал, посвящённый жертвам Холокоста и других преступлений нацистов и установленный в парке Победы в Москве в районе Дорогомилово.

## История
Скульптурная композиция была создана Зурабом Церетели и установлена в Парке Победы недалеко от Центрального музея Великой Отечественной войны в 1997 году.
Возведение мемориала началось в 1996 году, когда появилась первая скульптура мужчины в начале главной аллеи парка. Работы проводились открыто для всеобщего обозрения, и сразу же появились критические мнения в прессе от тех, кому мемориал показался страшным и неуместным. Однако работа продолжалась и была завершена к 9 мая 1996 года, но ещё до окончания монтажа памятника к его подножию люди начали нести цветы, а накануне Дня Победы к памятнику возложили цветы послы государств, ранее бывших республиками СССР.
Тем не менее, многочисленные критические отзывы в прессе привели к тому, что скульптурная композиция была демонтирована и торжественно открыта в 1997 году в другом месте — за Центральным музеем Великой Отечественной войны. Обосновывалось это тем, что главная аллея символизирует собой долгую и трудную дорогу от начала войны до Победы, а символическое значение памятника «Трагедия народов» более соответствует месту, где сосредоточены иные мемориальные сооружения.
В сентябре 2014 года около мемориала состоялась акция скорби, связанная с обнаружением в Донбассе массового захоронения мирных жителей, погибших в ходе войны на востоке Украины.

## Описание
Композиция представляет собой выполненную из гранита серую бесконечную вереницу людей: мужчин, женщин, стариков и молодых, детей. Все они похожи друг на друга, обнажены, с обритыми головами и с обречённо опущенными руками стоят в очереди за смертью. Первые три фигуры: мать, отец и сын-подросток, чьё время умирать уже настало, но женщина закрывает ребёнку глаза, а мужчина ладонью пытается защитить его грудь. За ними стоят другие фигуры в ожидании своей судьбы. Следующие фигуры в веренице изображены всё более и более схематично, они заваливаются назад далее сливаются с камнями и гранитными стелами, словно превращаясь в надгробные камни. На этих стелах на языках народов СССР высечена одна надпись:
Да будет память о них священна, да сохранится она в веках
Рядом на земле лежат разные предметы быта, отобранные у узников: одежда, обувь, книги, игрушки.